# حافد (سنحان)

تعديل مصدري - تعديل

حافد هي إحدى قرى عزلة الربع الغربي بمديرية سنحان وبني بهلول التابعة لمحافظة صنعاء، بلغ تعداد سكانها 865 نسمة حسب تعداد اليمن لعام 2004.